# Kevon Pierre
Kevon Pierre (né le 30 mars 1982) est un athlète trinidadien, spécialiste du sprint et du 400 m.
Médaillé d'argent aux Championnats du monde 2005 avec le relais 4 × 100 m, ses meilleurs temps, tous obtenus à Port-d'Espagne, sont les suivants :
- 100 m : 	10 s 22 	(1,00) 	25/06/2005
- 200 m :	20 s 47 	(-0,50) 26/06/2005
- 400 m :	45 s 62 		06/05/2001